# Aleuroclava afriae
Aleuroclava afriae es una especie de  hemíptero de la familia Aleyrodidae, subfamilia Aleyrodinae.
Fue descrita científicamente por Sundararaj & David en 1995.